# Sisyrinchium minutiflorum
Sisyrinchium minutiflorum är en irisväxtart som beskrevs av Friedrich Wilhelm Klatt. Sisyrinchium minutiflorum ingår i släktet gräsliljor, och familjen irisväxter. Inga underarter finns listade i Catalogue of Life.